# Анненский сельсовет (Московская область)
Анненский сельсовет — упразднённая административно-территориальная единица, существовавшая на территории Московской губернии и Московской области до 1939 года.
Анненский сельсовет был образован в первые годы советской власти. По данным 1923 года он входил в состав Лелечевской волости Егорьевского уезда Московской губернии.
По данным 1926 года сельсовет включал 1 населённый пункт — деревню Анненка.
В 1929 году Анненский с/с был отнесён к Егорьевскому району Орехово-Зуевского округа Московской области.
17 июля 1939 года Анненский с/с был упразднён. При этом его территория (селение Анненка) была передана в Алфёровский сельсовет.